# تفجيرات بغداد نيسان 2010
تفجيرات بغداد أبريل 2010 كانت عبارة عن سلسلة من الهجمات بالقنابل في بغداد والتي أسفرت عن مقتل 85 شخصًا على الأقل خلال يومين. وأصيب المئات بجروح خطيرة.

## التفجيرات

### تفجيرات 23 أبريل
في 23 أبريل خلال فترة زمنية مدتها ساعتان أصابت موجة من التفجيرات المنسقة تجمعات المسلمين الشيعة في صلاة الجمعة والأحياء الشيعية والسوق. تتألف الهجمات من خمس سيارات مفخخة والتي تسببت في مقتل 58 شخصًا وحوالي 13 قنبلة إجمالًا. أسفر انفجار سيارة مفخخة أمام مسجد عبد الهادي الجلبي في حي الحرية عن مقتل خمسة أشخاص وإصابة 14 آخرين. وقعت ثلاث قنابل بما في ذلك سيارتان مفخختان في مدينة الصدر ببغداد بالقرب من مقر رجل الدين الشيعي مقتدى الصدر حيث يتجمع الأتباع في صلاة الفجر كل يوم جمعة. وأسفرت التفجيرات عن مقتل 39 شخصًا على الأقل وإصابة 56 آخرين في مدينة الصدر. أسفر انفجار سيارة مفخخة وهجوم انتحاري في حي الأمين شرق بغداد عن مقتل 11 من المصلين الذين كانوا يغادرون المسجد الشيعي بعد الصلاة وأصابوا 23 آخرين.
خمسة قنابل محلية الصنع فجرت أيضا في الغالب في المناطق السنية في محافظة الانبار مما أسفر عن مقتل سبعة واصابة 11. وقتل ضابط شرطة في انفجار قنبلة على جانب الطريق. وتضررت مجموعة من المنازل في الهجوم. واستُهدفت القنابل مخبر شرطة وقاضي يعيش في المنطقة وقد نجا كلاهما. في وقت متأخر من 24 أبريل بلغ العدد الرسمي للقتلى في هجمات الجمعة 72 شخصًا. حوالي 120 شخصًا أصيبوا.

### استمرار العنف
في 24 نيسان / أبريل قُتل 13 شخصًا إضافيًا عندما تم تفجير ثلاث قنابل في غرب بغداد. وأصابت القنابل الثلاث التي كانت مخبأة في أكياس بلاستيكية 25 شخصًا إضافيًا. انفجرت القنابل الثلاث في وقت واحد في قاعة للبلياردو في حي سني شيعي مختلط.

## الجناة
ألقى رئيس الوزراء نوري المالكي ومسؤولون آخرون باللوم على تنظيم القاعدة في العراق في الهجمات. اعتُبرت الهجمات على نطاق واسع بمثابة عقاب على مقتل اثنين من كبار مسؤولي القاعدة يوم الأحد السابق. المتحدث الأمني قاسم الموسوي قال ان «استهداف الصلوات في المناطق ذات الأغلبية الشيعية هو انتقام للخسائر التي تكبدتها القاعدة». وافق المحلل السياسي العراقي حميد فاضل قائلاً: «هذه أعمال انتقامية تهدف إلى إرسال رسالة إلى الحكومة العراقية والعالم مفادها أن وجود تنظيم القاعدة لن يتأثر بمقتل قادة معينين». لم يعلن أحد مسؤوليته رسمياً. تتوقع الحكومة «استمرار هذه الأعمال الإرهابية».
بعد الهجمات عرض مقتدى الصدر على «قوات الأمن العراقية المشاركة في محاربة المتمردين» مما أثار مخاوف من أنه ربما يفكر في إحياء ميليشيا جيش المهدي التابعة له. زعم مساعدو الصدر أنه ليس لديه مثل هذه الخطط. وحث أتباعه على التزام الهدوء وعدم استفزاز الولايات المتحدة لكنه أضاف أنه مستعد للانضمام إلى «مئات المؤمنين» في الجيش والشرطة العراقية. «قد تطلب الحكومة مساعدة المواطنين الأفراد وليس من الجماعات المسلحة».
يومي الجمعة والسبت خرج مواطنو مدينة الصدر في بغداد إلى الشوارع لحضور ما لا يقل عن ست مواكب جنازة منفصلة. العديد من الضحايا نقلوا إلى مدينة النجف المقدسة على بعد 100 ميل (160 كم) إلى الجنوب. أيد بعض المشيعين فكرة إحياء جيش المهدي. وقال أحد المواطنين: «يمكنهم توفير الأمن. الحكومة لا تستطيع ذلك».